# Lijevo Željezno
Lijevo Željezno falu Horvátországban, Sziszek-Monoszló megyében. Közigazgatásilag Martinska Ves községhez tartozik.

## Fekvése
Sziszek városától légvonalban 15, közúton 21 km-re északra, községközpontjától légvonalban 4, közúton 8 km-re északnyugatra, a Száva bal partján fekszik.

## Története
A település neve 1382-ben „possessio Selesno” néven bukkan fel először. 1773-ban az első katonai felmérés térképén „Dorf Selesno” alakban szerepel. Zágráb vármegye Sziszeki járásához tartozott. Az eredetileg Száva jobb partján fekvő település csak a 18. század végre kezdett a bal parton is terjeszkedni.  A bal parti település a második katonai felmérés térképén (1806-1869) már több házzal jelenik meg. A két települést a 19. század második felében kezdik megkülönböztetni Desno, illetve Lijevo előtaggal.
Lijevo Željeznonak 1857-ben 83, 1910-ben 107 lakosa volt. 1918-ban az új szerb-horvát-szlovén állam, majd később Jugoszlávia része lett. A II. világháború idején a Független Horvát Állam része volt. A háború után a béke időszaka köszöntött a településre, enyhült a szegénység és sok ember talált munkát a közeli városokban. A falu 1991. június 25-én a független Horvátország része lett. 2011-ben 9 lakosa volt.

## Népesség
| Lakosság változása | Lakosság változása | Lakosság változása | Lakosság változása | Lakosság változása | Lakosság változása | Lakosság változása | Lakosság változása | Lakosság változása | Lakosság változása | Lakosság változása | Lakosság változása | Lakosság változása | Lakosság változása | Lakosság változása | Lakosság változása |
| ------------------ | ------------------ | ------------------ | ------------------ | ------------------ | ------------------ | ------------------ | ------------------ | ------------------ | ------------------ | ------------------ | ------------------ | ------------------ | ------------------ | ------------------ | ------------------ |
| 1857               | 1869               | 1880               | 1890               | 1900               | 1910               | 1921               | 1931               | 1948               | 1953               | 1961               | 1971               | 1981               | 1991               | 2001               | 2011               |
| 83                 | 0                  | 97                 | 93                 | 90                 | 107                | 86                 | 101                | 94                 | 72                 | 62                 | 55                 | 29                 | 21                 | 18                 | 9                  |

## Nevezetességei
Tradicionális védett szávamenti lakóház található a faluiban a 8-as szám alatt. A fából készült  emeletes, nyeregtetős házat 1910-ben építették. Homlokzatának oromzata faragással gazdagon díszített. A két szintet fából épített külső fa lépcsőház köti össze, mely a kapelának, vagy kruklinnak nevezett előtérbe vezet. Fennmaradtak az eredeti nyílászárók az ajtókon és ablakokon szecessziós részletekkel.